# Камерън Далас
Камерън Александър Далас (роден на 8 септември 1994 г.) е американска интернет личност, познат със забавните си видеа в социалната мрежа Vine. Той участва и във филми като „Expelled“ и „The Outfield“.

## Кариера
Кариерата на Далас стартира през септември 2012 година, когато той създава свой акаунт в социалната мрежа Vine и започва да качва видеа, в които казва шеги и/или залага капани на приятелите и семейството си. През 2014 година, той вече имаше над 8,1 млн. последователи и профилът му бе 11-и в класацията за най-следваните в социалната мрежа. Акаунтите му в Twitter и Instagram също събират милиони фенове – 8,53 млн. в Twitter и над 15 млн. в Instagram. От 2014 година насам, той участва и във филми и сериали. В края на 2016 година, излиза първият епизод от Netflix поредицата му – „Chasing Cameron“ („Да преследваш Камерън“).

### Музика
На 20 април 2015 г., излиза дебютният му сингъл, „She Bad“.
Той участва и в „All I Want Is You“ на Дейниъл Скай.

## Личен живот
Далас е роден в окръг Лос Анджелис, Калифорния и е израснал в Чино, Калифорния, заедно с майка си, Джина. Има сестра, Сиера, която е по-голяма от него с четири години. Той описва корените си като 1/2 шотландец, 1/4 мексиканец и 1/4 германец.

## Филмография

### Кино
| Година | Заглавие                       | Роля          | Бележки                                                    |
| ------ | ------------------------------ | ------------- | ---------------------------------------------------------- |
| 2014   | Expelled                       | Феликс О'Нийл | Главна роля                                                |
| 2015   | The Frog Kingdom               | Фреди         | Озвучаване                                                 |
| 2015   | The Outfield                   | Франки Пейтън | Главна роля                                                |
| 2015   | Да разлаем съседите още веднъж | Неизвестна    | Сцените с него са премахнати от финалната версия на филма. |

### Телевизия
| Година | Заглавие         | Роля    | Бележки                              |
| ------ | ---------------- | ------- | ------------------------------------ |
| 2015   | AwesomenessTV    | Себе си | Епизод: „Kanye: What's In My Murse?“ |
| 2015   | American Odyssey | Себе си | Епизоди: „Wingman“, „Beat Feat“      |
| 2016   | Chasing Cameron  | Себе си | Собствена Netflix поредица           |

## Дискография

### Като главен изпълнител
| Година | Заглавие  | Върхови позиции | Върхови позиции | Върхови позиции | Албум |
| Година | Заглавие  | САЩ             | САЩ R&B/HH      | САЩ Рап         | Албум |
| ------ | --------- | --------------- | --------------- | --------------- | ----- |
| 2015   | „She Bad“ | —               | 46              | —               | —     |

### Като гост-изпълнител
| Година | Заглавие                                                 | Върхови позиции | Върхови позиции | Албум |
| Година | Заглавие                                                 | САЩ             | САЩ Поп         | Албум |
| ------ | -------------------------------------------------------- | --------------- | --------------- | ----- |
| 2015   | „All I Want“ (Daniel Skye с участието на Cameron Dallas) | —               | —               | —     |

## Награди и номинации
| Година | Церемония                  | Награда                              | Резултат |
| ------ | -------------------------- | ------------------------------------ | -------- |
| 2014   | „Изборът на тийнейджърите“ | Уеб звезда-мъж на годината           | Загубил  |
| 2014   | „Изборът на тийнейджърите“ | Вайнър на годината                   | Спечелил |
| 2015   | „Изборът на тийнейджърите“ | Уеб звезда-мъж на годината           | Спечелил |
| 2015   | „Изборът на тийнейджърите“ | Вайнър на годината                   | Спечелил |
| 2016   | „Изборът на хората“        | Любима звезда от социалните мрежи    | Загубил  |
| 2016   | „Изборът на тийнейджърите“ | Секси мъж на годината                | Загубил  |
| 2016   | „Изборът на тийнейджърите“ | Уеб звезда-мъж на годината           | Загубил  |
| 2016   | „Изборът на тийнейджърите“ | Крал на социалните мрежи на годината | Спечелил |
| 2016   | „Streamy“                  | Артист на годината                   | Загубил  |